# Gustav Wenzlaff
Gustav Wenzlaff (* 26. September 1864 in Sageritz; † nach 1933) war ein deutscher Landwirt und Politiker (DNVP).

## Leben
Nach dem Besuch der Volksschule erhielt Wenzlaff eineinhalb Jahre lang Privatunterricht. Er betätigte sich in der Landwirtschaft und besaß einen Bauernhof in Sageritz. Von 1887 bis 1889 leistete er Militärdienst beim Infanterie-Regiment „Graf Schwerin“ (3. Pommersches) Nr. 14 in Bromberg, zuletzt als Vizefeldwebel. Neben seiner beruflichen Tätigkeit engagierte er sich in landwirtschaftlichen Verbänden. Er war Vorstandsmitglied des Pommerschen Landbundes und dessen Kreisvorsitzender in Stolp. Des Weiteren war er Mitglied des Gemeindekirchenrates in Sageritz und Mitglied der Kreis- und Provinzialsynode der evangelischen Kirche.
Wenzlaff war Amtsvorsteher in Sageritz, Mitglied des Kreisausschusses und Kreisdeputierter für den Landkreis Stolp sowie Mitglied des Provinziallandtags der Provinz Pommern. Während der Zeit der Weimarer Republik trat er in die Deutschnationale Volkspartei (DNVP) ein. Im Februar 1921 wurde er als Abgeordneter in den Preußischen Landtag gewählt, dem er ohne Unterbrechung bis zum Ablauf der vierten Legislaturperiode 1933 angehörte. Im Parlament vertrat er den Wahlkreis 6 (Pommern).